# Waltersberg (Deining)
Waltersberg ist ein Gemeindeteil der Gemeinde Deining im Landkreis Neumarkt in der Oberpfalz.

## Geografie
Das Pfarrdorf Waltersberg liegt auf dem Oberpfälzer Jura, am Südhang zum Naturschutzgebiet der Weißen Laber.

## Geschichte
Die frühe Geschichte von Waltersberg gibt noch manche Rätsel auf. B. Heinloth geht davon aus, dass ein Teil des Ortes bereits 976 von Wiltrud, der Gemahlin des bayerischen Herzoges Berthold, an das Kloster Bergen geschenkt wurde. Später errichtete das Kloster hier zur Verwaltung der Güter in der Umgebung eine Propstei, die auch Besitz in Sternberg, Thann und die Laber- und Sippelmühle umfasste und unter die Herrschaft der Pfalzgrafen kam.
Daneben ist hier aber auch schon alter Besitz des Klosters Monheim fassbar, über den 1278 die Edelherren von Heideck die Vogtei als Eichstätter Lehen ausübten. Auf dieses Kloster geht wohl auch das Patrozinium St. Walburga zurück, dem 1379 die Pfarrkirche vom Eichstätter Bischof inkorporiert wurde.
Offenbar im Zusammenhang mit der Aufhebung des Klosters 1533 kam der Monheimer Besitz ans Kloster Bergen und dann im Jahr 1554 Tausch ebenfalls an die Kurpfalz.
Die Dorf- und Landesherrschaft wurde 1291 mit dem Amt Holnstein von den Herren von Heideck an Herzog Ludwig von Bayern verkauft und kam 1329 ebenfalls an die Kurpfalz. Nach dem Urbar von 1326 mussten die Waltersberger Bauern den Landesherren jährlich 30 Metzen Getreide liefern und 20 Pfund Steuern zahlen.
Waltersberg besaß sein eigenes Edelgeschlecht, das sich die „Waltersberger“ nannte. Die Stammväter waren die Herren von Stein. Das Schloss stand einst hinter der Kirche und wurde „Steinerhaus“ genannt. Walter von Stein fügte seinem Vornamen die Silbe „berg“ an und nannte sich fortan Waltersberg. Nach ihm kam der Besitz durch Erbschaft an die Hohenfelser. Dann folgten die Gundelfinger, die das Gut aber mit ihrem Besitz in Holnstein vereinigten und die übrigen Güter zerstreuten.
Am 1. Mai 1978 wurde die bis dahin selbständige Gemeinde Waltersberg in die Gemeinde Deining eingegliedert.

## Kirche St. Leonhard

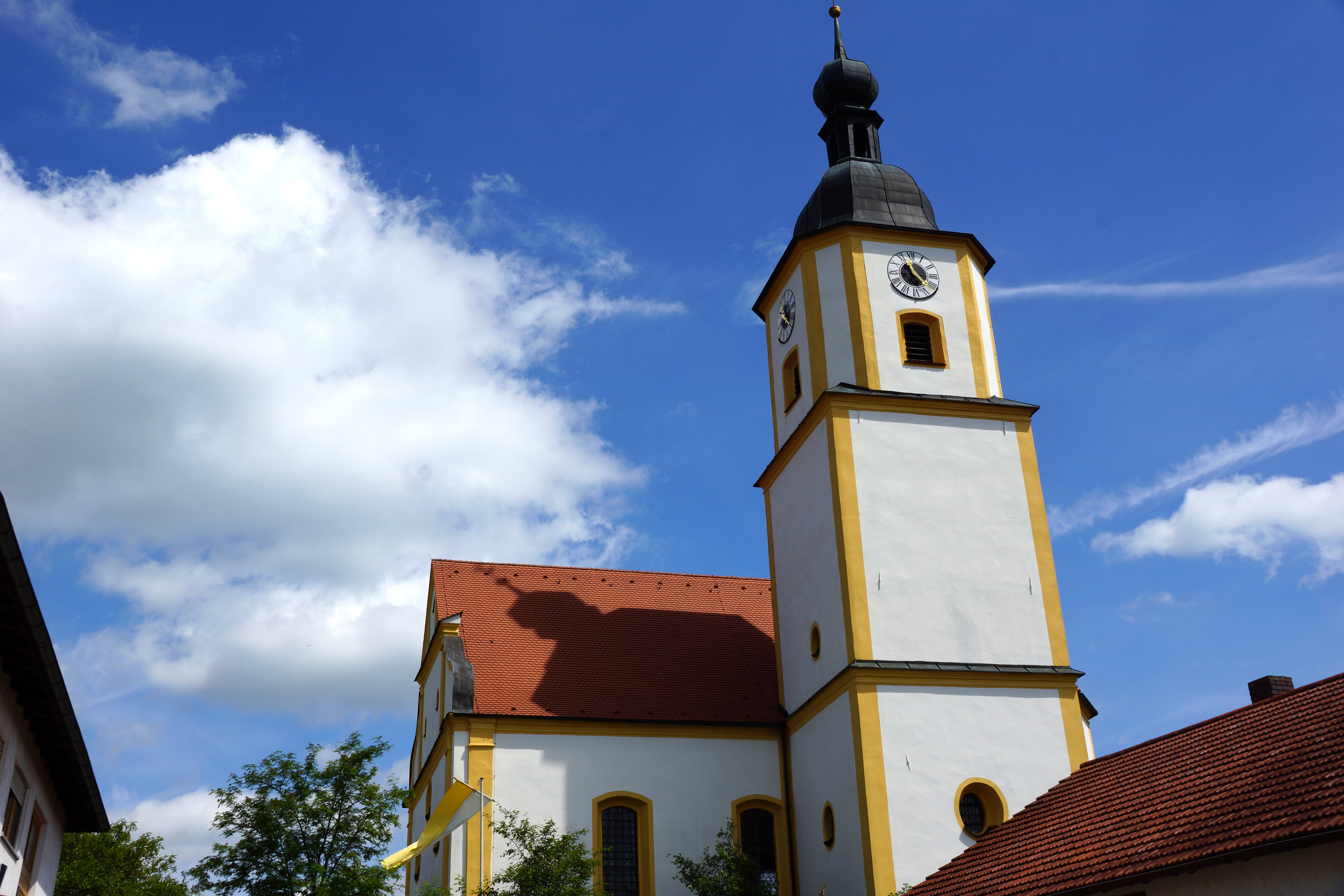
Kirche St. Leonhard

Die Pfarrei Waltersberg wurde auf der Diözesansynode von 1307 dem Dekan von Berngau übertragen und 1379 vom Bischof Rabno von Eichstätt an das Kloster Monheim einverleibt. Offenbar erst danach wurde die Kirche – vielleicht bei einem Neubau – dem Heiligen Leonhard geweiht, wie das 1480 bei der Bistumsvisitation nachweisbar ist. Ein Hinweis darauf könnte die erhaltene Steinfigur des sich erbarmenden Christus aus der Zeit um 1400 sein.
Die barocke Pfarrkirche, die unter dem Patronat des heiligen Leonhard, wurde 1758/59 erbaut, konsekriert am 5. Oktober 1781 durch den Eichstätter Bischof Johann Anton III. Freiherr von Zehmen. Das Kirchenschiff misst 15 mal 11 Meter. Der Chor besteht aus einem Joch und einem dreiseitigen Schluss. Der Turm mit Sakristei befindet sich südlich vom Chor. An der Decke des Kirchenschiffes ist ein Fresko der Auferstehung, in einfachem Stuckrahmen, der leider durch Restauration verdorben wurde. In den Zwickeln sind stuckierte Rokokoornamente mit Vasen und kleinen, auf St. Leonhard bezogenen Fresken. An der Westempore befinden sich Fresken aus dem Leben des hl. Leonhard. Der Hochaltar auf sechs Säulen, bekrönt von Gott Vater auf der Weltkugel, der von Engeln getragen wird. Unten die Figuren der Hl. Margaretha, Nikolaus, Hippolitus und Michael. Der Altar wurde gefertigt von Ulrich Wiest aus Neumarkt für 355 Gulden, ebenso die Seitenaltäre und Beichtstühle für insgesamt 330 Gulden. Die Glocken stammen aus der Werkstatt von Gabriel Reinburg in Amberg, 1733. Die Orgel wurde 1884 von dem berühmten Orgelbaumeister Bittner aus Nürnberg geschaffen. Vor dem Eingang gibt es eine Seelenkapelle, darin eine bemalte Steinfigur des sich erbarmenden Christus, um 1400.

## Persönlichkeiten
- Bernhard Heid (* 1930 in Waltersberg; † 2002 in Fürth), Architekt